# Mädchen mit Hund
Als Mädchen mit Hund (im französischen Original La gimblette) wird ein Gemälde von Jean-Honoré Fragonard bezeichnet. Das um das Jahr 1770 entstandene Bild, welches in mehreren Versionen ausgeführt wurde, gehört aufgrund des frivolen Inhalts nicht nur zu den bekanntesten Bildern des Malers, sondern auch des gesamten Rokoko.

## Beschreibung
Das Gemälde in der Münchner Version zeigt ein Mädchen, das auf dem Rücken in einem sehr großen Bett liegt. Dieses steht unter einem goldgelb-farbenen Baldachin aus massiv wirkendem Stoff. Das Bett ist großzügig mit Bettzeug bestückt. Das Mädchen hat braune Haare, deren ordentlich gearbeitete Frisur von einem roten Band im Haar zusammen gehalten wird. Sie hat die Beine angezogen, die Füße sind überkreuzt, die Knie hingegen geöffnet. Dazwischen balanciert sie einen kleinen, weißfelligen Hund, der um den Hals eine türkisblaue Schleife trägt. Das Mädchen hat sich vor ihrem Spiel im Bett ihres roten Überkleides entledigt, das nun achtlos vor dem Bett liegt. Ihre Haube hat sie bei ihrem Spiel schon verloren; diese liegt über ihrem Kopf auf dem Kopfkissen. Auch ihr Hemd ist beim Spielen hoch gerutscht, somit ist der Unterkörper unbekleidet. Die Sicht auf ihre Geschlechtsteile wird jedoch durch den Schwanz des Hundes verhindert, der sich über diese gelegt hat. Das Mädchen hat offenkundig großen Spaß an ihrem Spiel, was das offene Lachen und das gerötete Gesicht deutlich machen.

## Versionen und Provenienz
Fragonard hat von diesem Bild mindestens vier Versionen – möglicherweise noch mehr – gemalt, die sich alle zumindest in Details und auch in der Qualität der Ausführung deutlich unterscheiden. Am bekanntesten ist heute die oben beschriebene Münchner Version. Sie befand sich früher in der Sammlung von François Walferdin. 1977 wurde das Gemälde von der Bayerische Hypotheken- und Wechsel-Bank aus Pariser Privatbesitz erworben. Es gehört heute der HypoVereinsbank/Unicredit Bank und gehört unter der Inventarnummer HuW 35 als Dauerleihgabe zum Bestand der Alten Pinakothek in München.
Walferdin besaß noch eine zweite Ausführung des Werkes in den Maßen 35,0 cm × 40,5 cm. Diese Version wird heute nach ihm benannt. 1880 wurden beide Versionen bei einer Auktion im Hôtel Drouot verkauft. Die heute in München befindliche Variante erzielte einen Preis von 7000 Franc, die kleinere Walferdin-Version 1010 Franc. Das Bild gilt heute als verschollen.
Die dritte Version ist nach ihrem Besitzer zu Beginn des 20. Jahrhunderts, M. Georges Mühlbacher, als Mühlbacher-Version bekannt. Es hat anders als die Münchner Version ein Querformat und ist minimal größer: 72,4 cm × 91 cm. In dieser Variante balanciert das Mädchen den Hund auf ihren Füßen und bietet ihm mit der rechten Hand ein Gebäck („Gimblette“). In dieser Version sind die Vorhänge rot und das abgelegte Überkleid, das nun fein säublich auf einem Schemel vor dem Bett liegt, ist goldgelb. Auch dieses Mal ist das Bettzeug von üppiger Natur, und das Mädchen hat sich wieder von der Decke befreit. Dennoch ist das Spiel nicht so ausgelassen wie in der Münchner Version. Das Mädchen trägt hier noch die Haube auf dem Kopf. Das Hemd lässt dieses Mal nicht nur den Unterleib unbedeckt, sondern auch die Brüste des offenkundig älteren Mädchens als in der Münchner Version liegen frei. Da der Blick bei diesem Gemälde deutlich seitlicher ist und die Beine nicht gespreizt sind, wird der Schweif des hier hellgrauen kleinen Hundes nicht zum Verdecken der unteren Geschlechtsteile benötigt. Im Mai 1907 wurde das Gemälde für 31.500 Franc in der Galerie von Georges Petit versteigert, nachdem Mühlbacher im Jahr zuvor verstorben war. Es wurde von Marius Paulme (1863–1928) ersteigert, der als Fachmann schon die Expertise des Bildes für den Auktionskatalog erstellt hatte. Bei weiteren Auktionen wurde das Bild 1969, 1975 und 2001 in Frankreich versteigert, in letzterem Fall nicht unter dem Namen Fragonards, sondern als French school of the 18th century, follower of Fragonard. Zuletzt wurde das Gemälde Ende Januar 2024 bei Christie’s in New York City für 756.000 US-Dollar und damit etwas über dem Schätzpreis verkauft und hier wieder Fragonard zugewiesen. Von der Mühlbacher-Version gibt es noch eine leicht abgewandelte Variante, die Cailleux-Version, in der der Hund schwarz ist.
Eine vierte Variante, ebenfalls im Querformat, befand sich im Besitz von Peter Viktor von Besenval und wird dementsprechend als Besenval-Version bezeichnet. Möglicherweise hat er es direkt bei Fragonard erworben, mit dem er persönlich bekannt war, möglicherweise aber auch bei Jean-Baptiste-Pierre Lebrun, der – selbst Maler und Sammler – auch Bilder von Fragonard handelte. Das Bild mit den Maßen 70,0 cm × 86,5 cm gilt heute als verloren. Diese Version verbindet die Versionen Mühlbacher und München in sich. Das Mädchen hält den Hund wieder auf ihren Füßen und ist auch in etwa in dem Alter des Mädchens der Mühlbacher-Version. Die Haube ist hier halb vom lockigen, aber nicht so akkurat wie in den anderen Bilder frisierten, Kopf gerutscht. Das Hemd lässt wieder Unterkörper und Brüste frei. Da der Blickpunkt hier dem der Münchner Version ähnelt, aber dieses Mal der Hund zu weit erhoben ist, um die Blöße des Mädchens zu verdecken, ist hier ausweislich eines Teiles der gestochenen Kopien ein Ende des Hemdes über den Schritt gezogen. In anderen Versionen gibt es diesen Schutz nicht. In der Besenval-Version sieht der Hund wie ein Pudel aus, mit einer Richterperücke oder der langen zeremoniellen Perücke eines königlichen Rates, was als Karikatur gewertet werden könnte. Nach dem Tod des Barons 1791 wurde sein Besitz von den Erben im August 1795 versteigert. Es ist wahrscheinlich, dass diese Variante das Urbild ist, von dem sich die anderen Versionen ableiten.

## Interpretation, Einordnung in das Werk und Hintergründe
Mitte der 1760er Jahre begann sich Fragonard fast nur noch Bildern mit erotischen Inhalten zu widmen und stand damit klar in der Tradition von Antoine Watteau. Wohl sein bekanntestes Bild ist das in der Zeit entstandene Die Schaukel. Auch in diesem Bild entsteht die erotische Komponente des Bildes erst durch den Betrachter – im Falle der Schaukel sogar noch im Bild selbst. Fragonards Mädchen spielen auf den Bildern vollkommen unschuldig mit ihren Hunden, einzig das Gemälde in München lädt zu weitergehenden Interpretationen ein. Schon in der Entstehungszeit galt das Bild als schockierend, es durften insbesondere das Münchner Bild weder als Gemälde, noch in Form der Nachstiche offen gezeigt werden. Heute steht es geradezu sinnbildlich für seine Entstehungszeit: „Die Frivolität des Sujets, das für die lockeren Sitten der Rokokogesellschaft steht, wird durch skizzenhaft-virtuose Malerei auf schönste Weise sublimiert.“
Fragonard hatte eine Vorliebe dafür, Frauen sowohl als Akt, frivoler Genremalerei, wie auch als sittsame Porträts mit Hunden zu zeigen. Auch im Bett liegende Mädchen waren ein wiederholt in seinem Werk auftauchendes Thema:

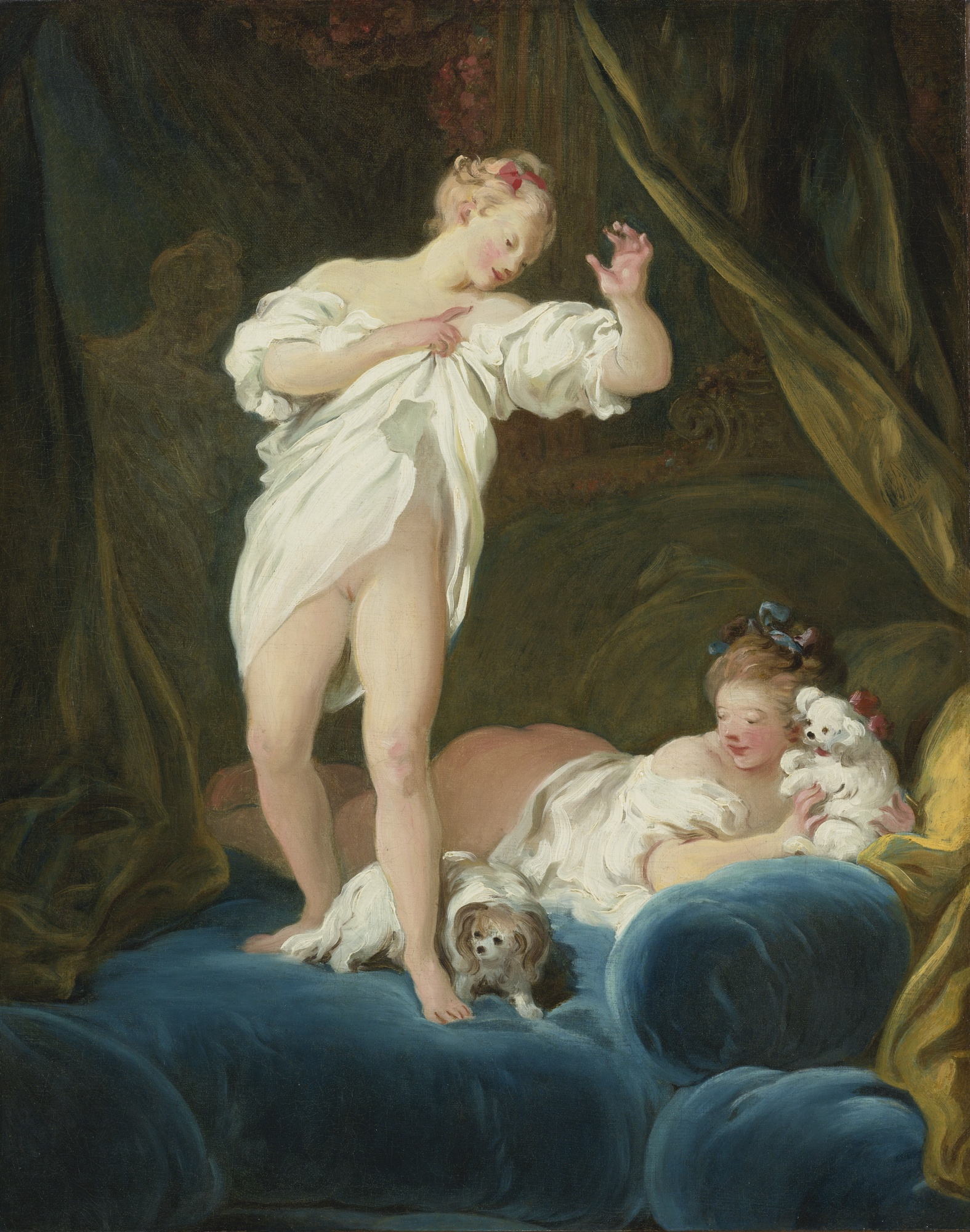
Zwei Mädchen spielen mit ihren Hunden, Resnick Art Collection, Beverly Hills
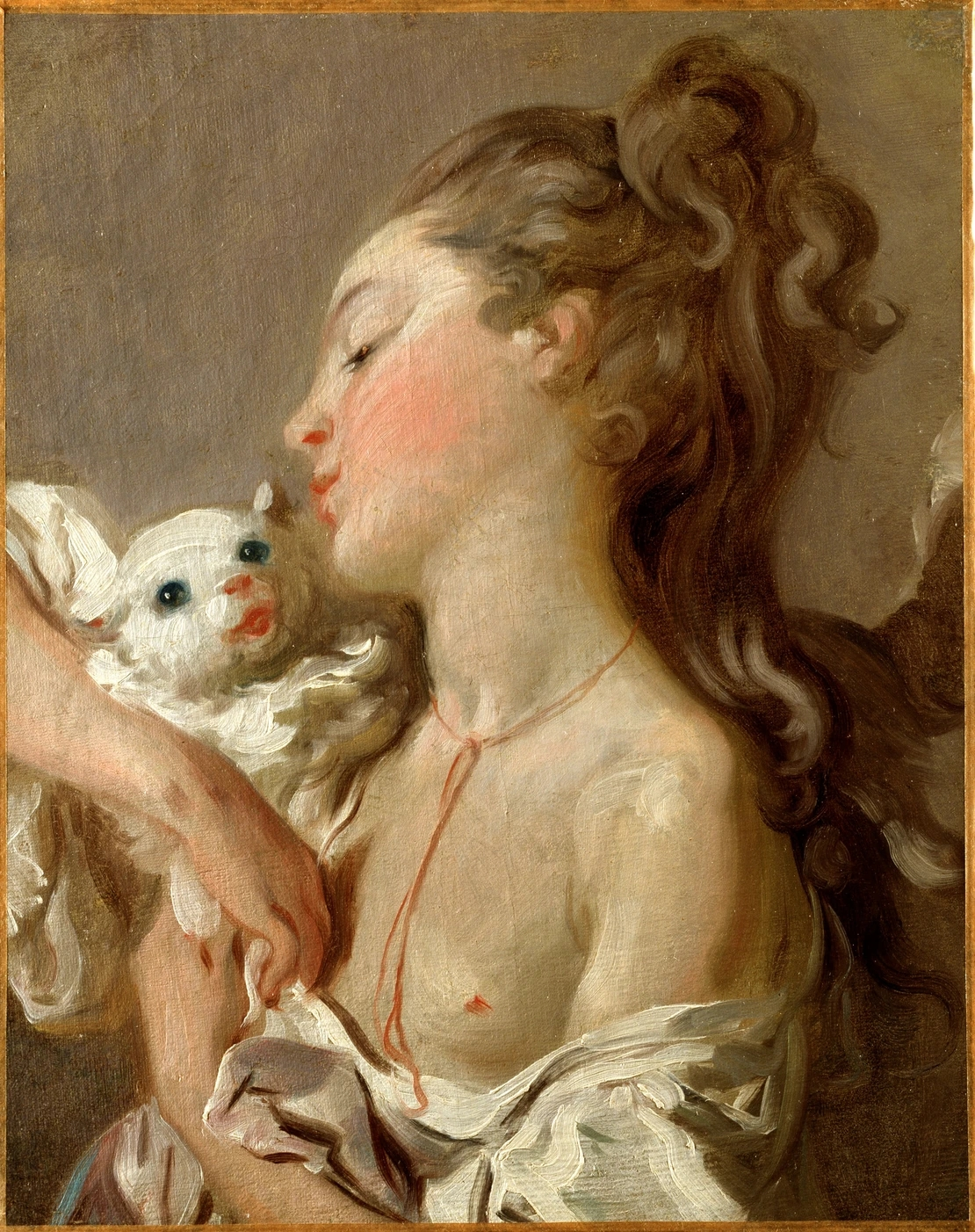
Mädchen mit einem Hündchen (oder Katze/Plüschtier) auf dem Arm, um 1770, Museum Langmatt, Baden AG
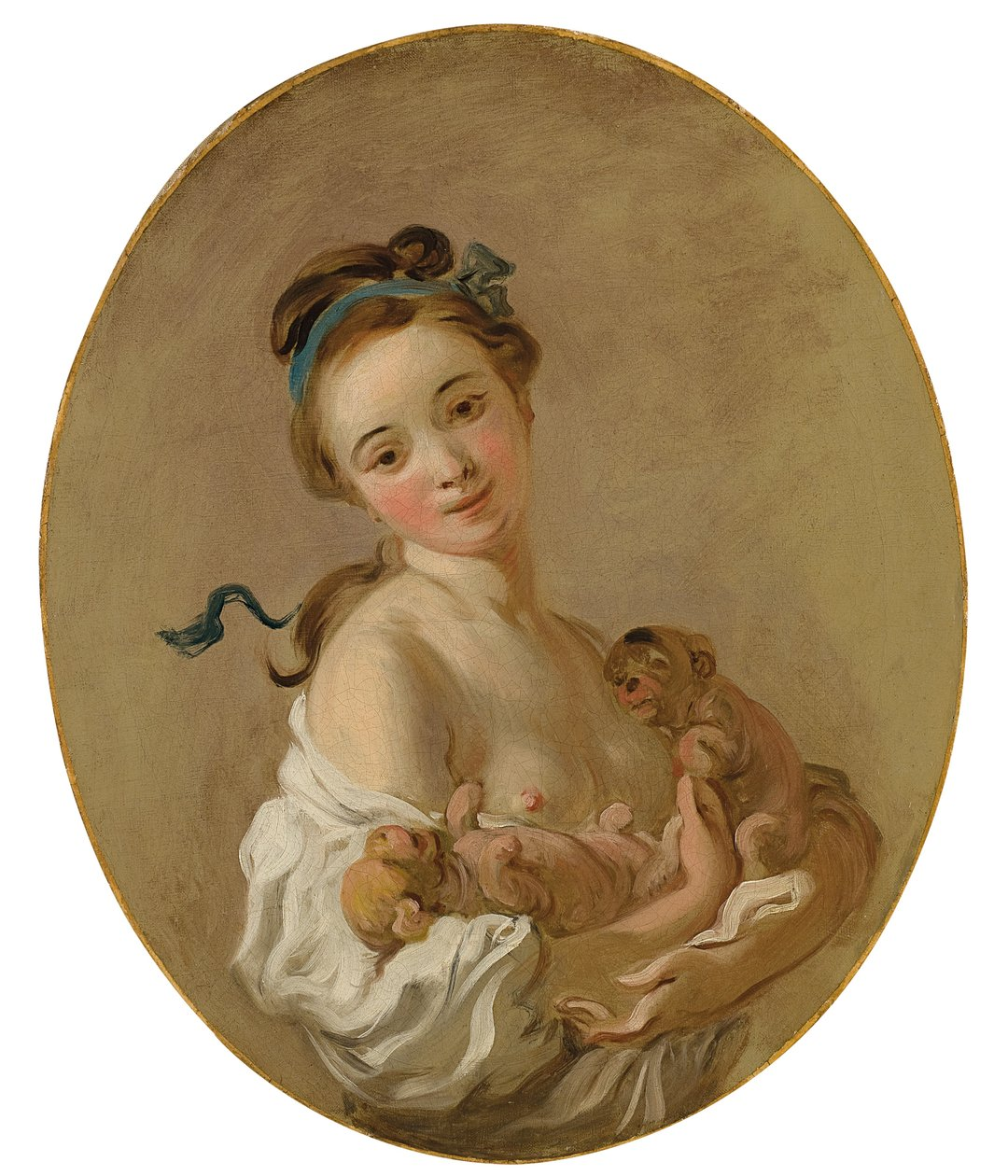
Mädchen zwei Welpen haltend, um 1770, Privatbesitz
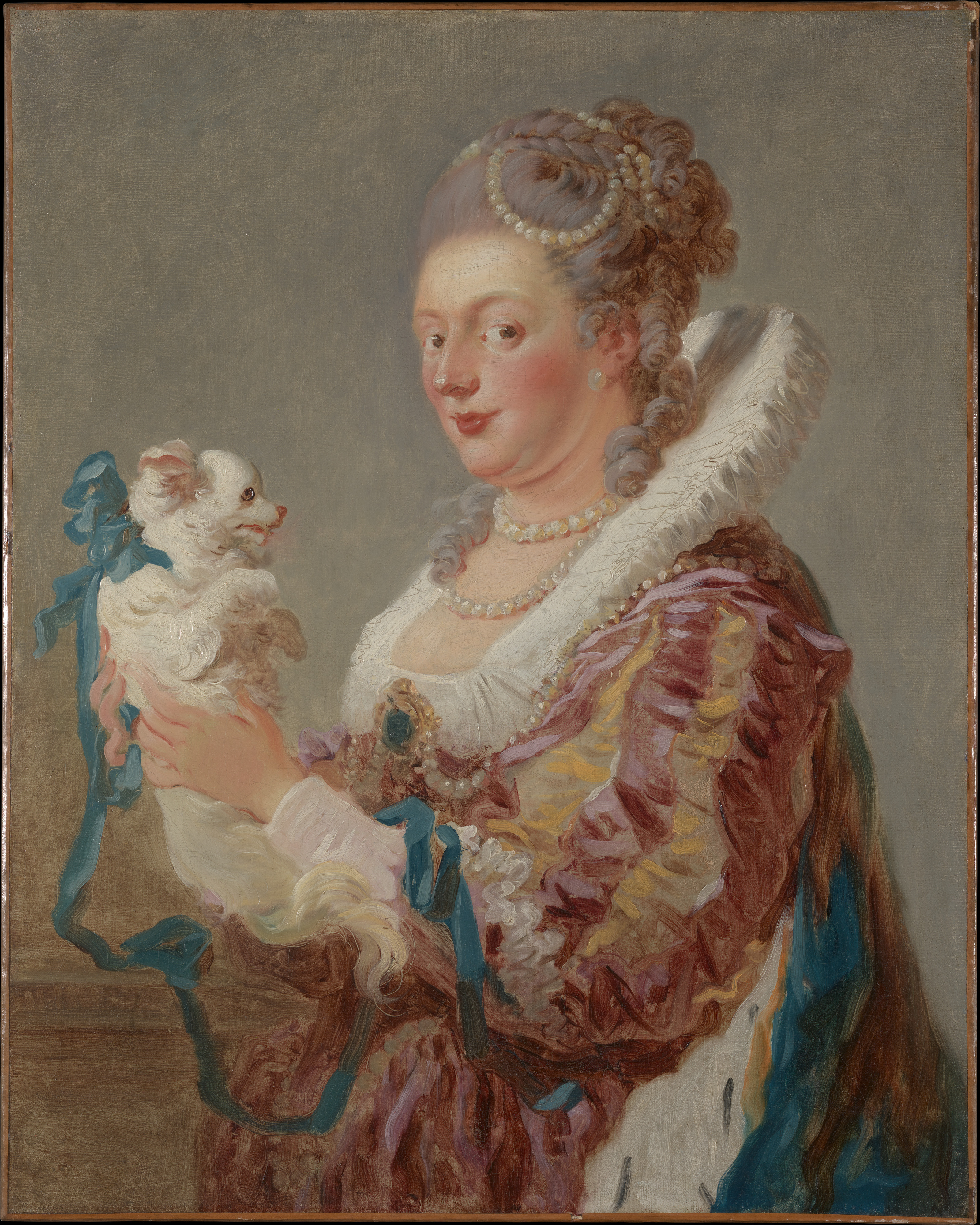
Frau mit Hund, um 1769, Metropolitan Museum of Art, New York (37.118)
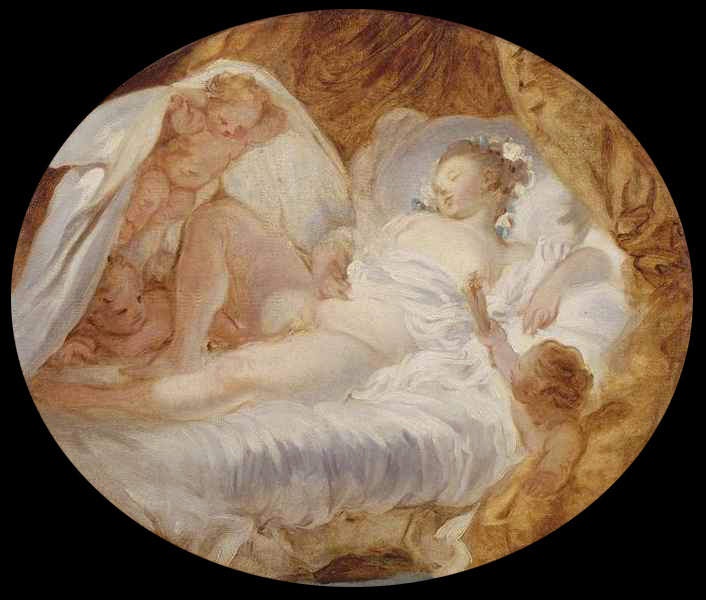
„Le feu aux poudres“ (Das Pulverfass), wohl zweite Hälfte der 1760er Jahre, Louvre, Paris (R.F. 1942-21)
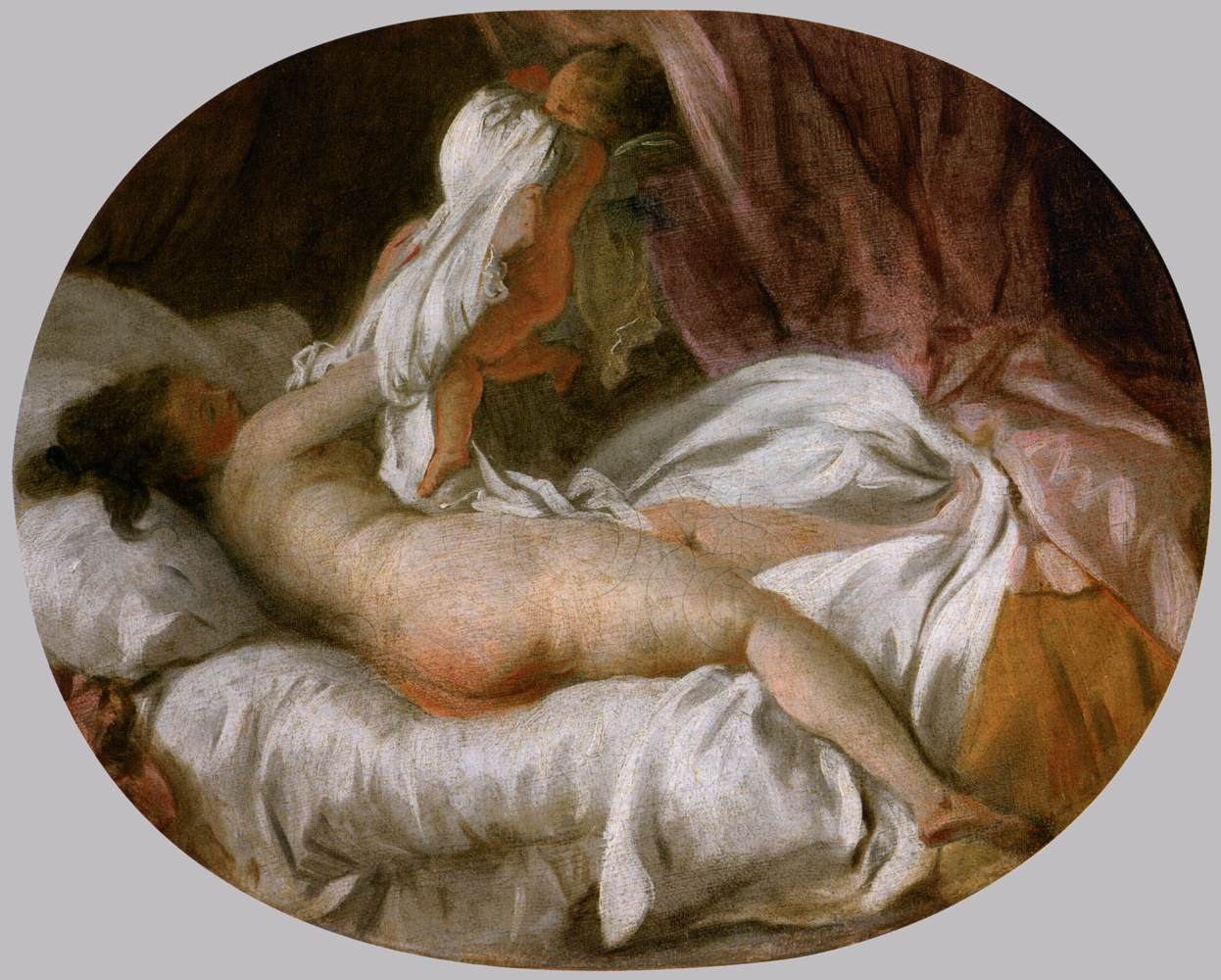
La Chemise enlevée (Das Hemd aus), um 1770, Louvre, Paris (MI 1057)

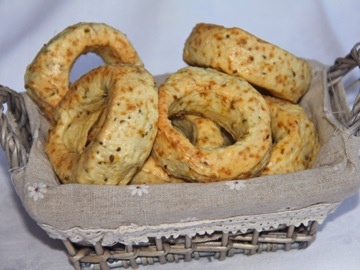
„Gimblettes“, Anisplätzchen

Le feu aux poudres erinnert in Gestaltung und Farbgebung der Umgebung stark an die Münchner Version, La Chemise enlevée an die Besenval-Version.
Der französische Titel La gimblette bezieht sich auf das Gebäck, mit dem das Mädchen den Hund in allen Versionen des Bildes, abgesehen von der in München, füttert.

## Rezeption
Die beiden Protagonisten, das Mädchen und der Hund, unterscheiden sich in den verschiedenen Versionen des Gemäldes leicht in Aussehen und Verhalten. Dies hat jedoch einen erheblichen Einfluss auf die Interpretation der Szene im Gemälde. Dies gilt für die Art und Weise, wie das Mädchen ihre Kleidung trägt, ob sie dem Hund eine Gimblette gibt oder nicht, wie sie ihn hält, sowie für die Position des Hundes und die Hunderasse. Auch die Rolle des Hundes muss entsprechend interpretiert werden. In einigen Versionen ähnelt der Hund eher einem Spaniel, in anderen eher einem Mops oder einem Pudel. Das Sujet des Gemäldes ist auch unter den Titeln „Junges Mädchen im Bett, das seinen Hund zum Tanzen bringt“ und „Mädchen spielt mit einem Hund“ bekannt.
Die Besenval-Version ist nur noch aus danach davon abgeleiteten Stichen von Charles Bertony bekannt. Am 19. April 1783 wurde in der Tageszeitung Journal de Paris angekündigt, dass Stiche des Bildes in den Handel kommen würden. Es gab eine verhüllte und eine unverhüllte Fassung, wobei darauf hingewiesen wurde, dass letztere Variante nicht öffentlich gezeigt werden sollte. Von der bekleideten Version gibt es zudem eine limitierte Zahl in leicht abweichender Form, die für Besenval gedacht waren und unter anderem mit seinem Familienwappen versehen waren. In der unverhüllten Variante zeichnen sich wie im Mühlbacher-Gemälde für diese Zeit ungewöhnlich die äußeren Schamlippen klar ab.

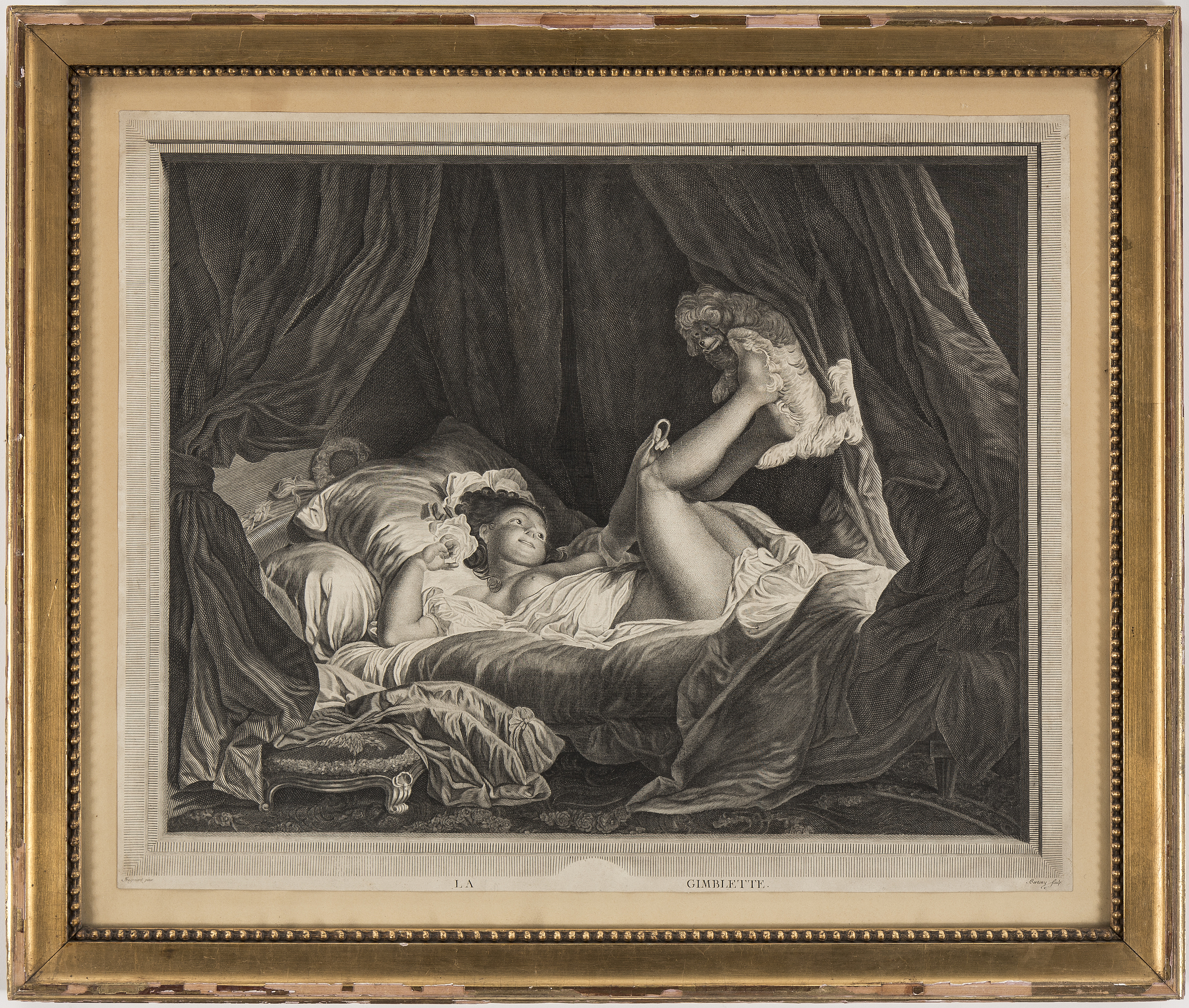
Verhüllte Version in der Standard-Fassung
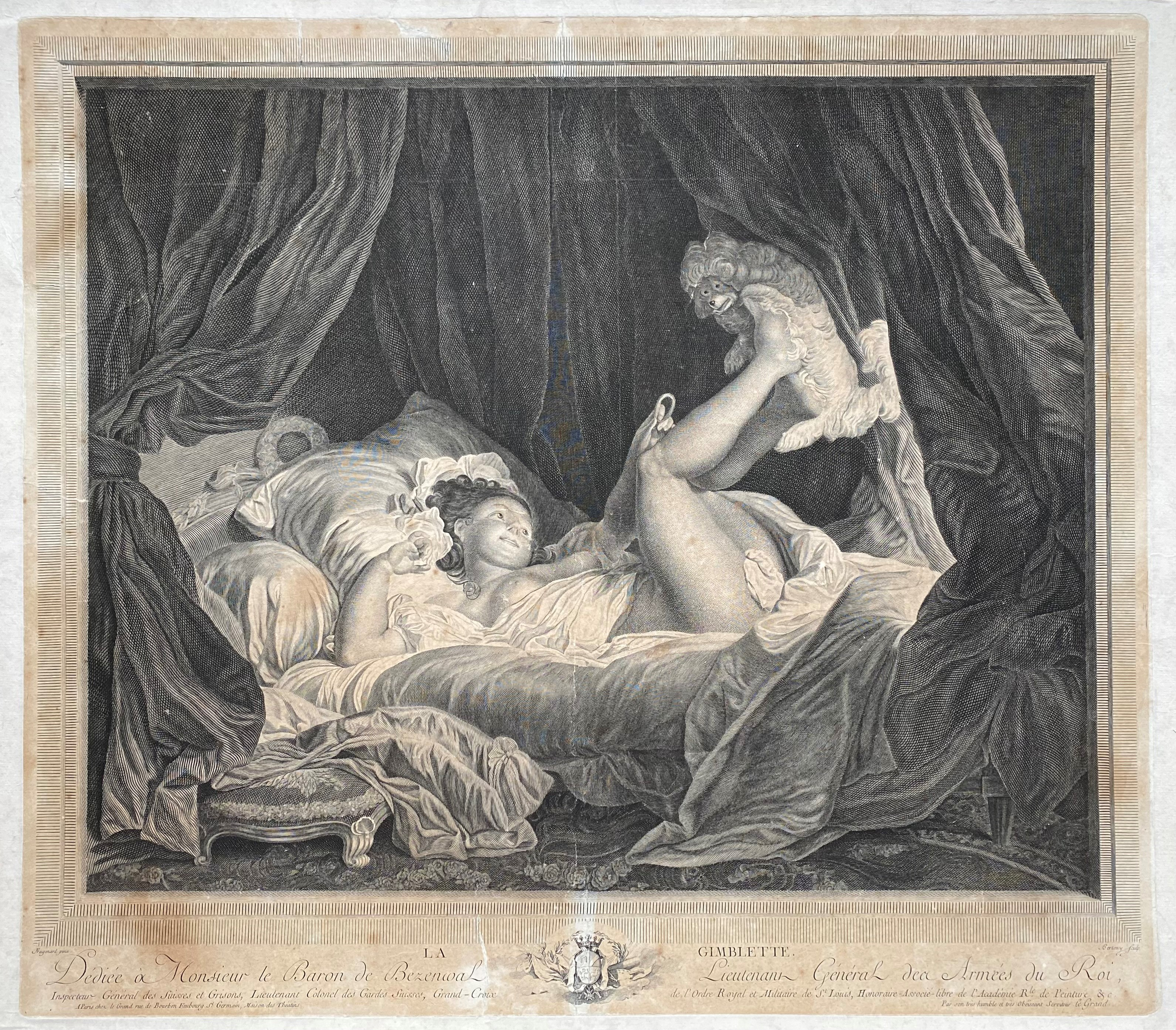
Limitierte Besenval-Fassung
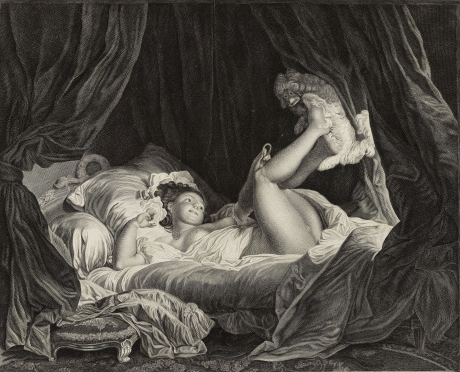
Unverhüllte Version

Das Motiv erfreute sich im 18. und 19. Jahrhundert einiger Beliebtheit. Es wurde von vielen Künstlern nachgeahmt, darunter den Kupferstechern Augustin-Claude-Simon Legrand (1765–1815) und Niclas Lafrensen (1737–1807). Im 19. und 20. Jahrhundert wurden zahlreiche Versionen von „La Gimblette“ gehandelt, die von unterschiedlichen Künstlern gefertigt wurden, darunter einige Versionen die fälschlich als Gemälde Fragonards verkauft wurden. Heute ist es oft sehr schwierig, diese auseinanderzuhalten, da die alten Beschreibungen in den Verkaufskatalogen häufig ungenau waren und oft auch die Maßangaben fehlten. Hinzu kommen große Qualitätsunterschiede.
Der Bildhauer Clodion schuf mehrere Terrakotta-Plastiken nach den Bildern.

## Belege
1. ↑  Sammlung | Mädchen mit Hund. Abgerufen am 30. März 2025.
2. ↑  Hôtel Drouot: Collection de feu M. Walferdin, Vente du 12 avril au 16 avril 1880, Paris, salles numéros 8 et 9. Commissaire-priseur: M. Escribe, Peintre-expert: M. Haro. Œuvres importantes de H. Fragonard [deux versions de La Gimblette de Jean-Honoré Fragonard, lot 61 et lot 62, Seite 24]. Prix du lot 61: FRF7,000 (Münchner Version). Prix du lot 62: FRF1,010 (Walferdin Version).
3. ↑  Jonquil O’Reilly: FRAGONARD: La Gimblette. In: christies.com. Christie’s, abgerufen am 30. März 2025 (englisch).
4. ↑  La Gimblette von Jean Honore Fragonard. Abgerufen am 30. März 2025.
5. ↑  Jean-Jacques Fiechter: Le Baron Pierre-Victor de Besenval. Delachaux et Niestlé, Lausanne und Paris 1993, Seite 100.
6. ↑  Erich Steingräber: Die Alte Pinakothek München. C.H.Beck, München 1985, Seite 106.
7. ↑  Jean-Honoré Fragonard, Junges Mädchen mit Katze, um 1770. In: Museum Langmatt. Archiviert vom Original am 18. März 2025; abgerufen am 30. März 2025.
8. ↑  Jean Honoré Fragonard (French, Grasse 1732–1806 Paris): Marie Emilie Coignet de Courson (1716–1806) with a Dog. Abgerufen am 30. März 2025.
9. ↑  Pierre Rosenberg: Fragonard. Exhibition 1987/88 in The Galeries Nationales du Grand Palais in Paris & The Metropolitan Museum of Art in New York. The Metropolitan Museum of Art/Harry N. Abrams, Inc., New York 1988, Katalognummer 110, Seiten 232–235.
10. ↑  Clodion: La gimblette. Abgerufen am 30. März 2025 (polnisch).